# Pocillopora ligulata
Espèce
Statut CITES
Pocillopora ligulata est une espèce de coraux appartenant à la famille des Pocilloporidae.

## Habitat et répartition
Pocillopora ligulata est un coraux de l'océan Indien (Mozambique).